# Ayutuxtepeque
Ayutuxtepeque – miasto w środkowym Salwadorze, w departamencie San Salvador, położone w północnej części aglomeracji stołecznej San Salvador, bezpośrednio na północ od miasta Mejicanos. Ludność (2007): 34,7 tys. W mieście rozwinął się przemysł spożywczy i włókienniczy.